# Vazhappally-Maha-Siva-Tempel

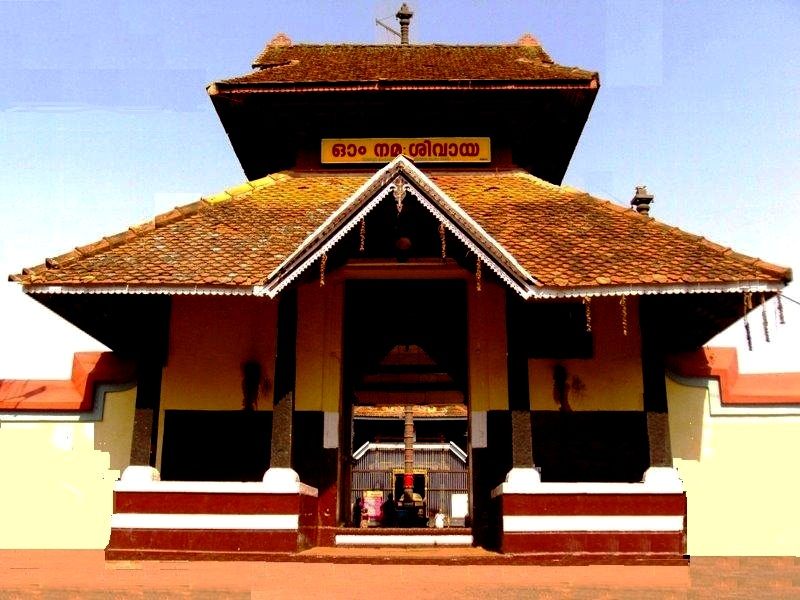
Östlicher Eingang des Vazhappally-Tempels

Der Vazhappally-Maha-Siva-Tempel (Malayalam: വാഴപ്പള്ളി വാഴപ്പള്ളി) ist ein hinduistischer Tempel in Vazhappally in der Nähe von Changanassery im Distrikt Kottayam im indischen Bundesstaat Kerala. Der Tempel wird vom Travancore Devaswom Board verwaltet. Es wird angenommen, dass der Tempel vom ersten Chera-König von Kodungallur erbaut wurde. Die Legenden besagen, dass die Installation des Götzenbildes Mahadeva (Shiva) von Parashurama selbst durchgeführt wurde. Dieser Tempel ist einer der 108 Shiva-Tempel, die von Parashurama errichtet wurden. Es ist einer der wenigen Tempel in Kerala, in denen zwei Nalambalams und zwei Flaggenmasten geweiht sind. Der Tempel, ein Grama Kshetra, enthält auch einige Holzschnitzereien (Daru Silpas) aus dem 17. Jahrhundert, die Figuren aus Epen darstellen. Eine Vattezhuttu-Inschrift im nördlichen Teil des Sockels des Kulturschreins weist darauf hin, dass die Reparaturen im Kollam-Zeitalter 840 (1665 n. Chr.) abgeschlossen wurden.

## Geschichte
Die vazhappally-Kupferplatte aus dem frühen 9. Jahrhundert n. Chr. ist die früheste verfügbare Inschrift in malayalamischer Sprache. Es ist eine Tempelkomitee-Resolution in Gegenwart des Chera-Königs von Kodungallur Rama „Rajasekhara“ (9. Jahrhundert n. Chr.). Die Inschrift (unvollständig) ist in einer alten Form von Malayalam in Vattezhuthu- und Grantha-Schrift eingraviert. Es wurde in Kupferblech eingeschrieben und stellt eine Vereinbarung zwischen den Verwaltern des Vazhappally-Tempels und 18 Bürgern eines Ortes dar und beschreibt auch die Bestrafung, wenn die Tempelrituale für den Thiruvatta-Tempel nicht befolgt werden. Diese Proklamation diente verständlicherweise dazu, die Statur und den Status des Vazhappally- und Vazhappally-Siva-Tempels zu stärken.